# Rock lituanien
Le rock lituanien désigne le rock interprété par des groupes et artistes lituaniens.

## Histoire
La Lituanie ainsi que les autres États baltes a toujours eu une population amateur de rock même sous la domination russe. Parmi les plus célèbres, Andrius Mamontovas, Lemon Joy le groupe de musique country Vienkiemis, le groupe de rock alternatif Mountainside, de même qu'Antis.
1986-1987 assistent à l'émergence de la scène punk rock en Lituanie avec des groupes comme Už Tėvynę, SKAT, et Erkė Maiše. Turboreanimacija et peut-être incontestablement le groupe de punk hardcore le plus reconnu du pays.
Dans les années 2000, le groupe de pop rock Relanium signe un contrat avec le label Koja records, puis se rebaptise Laura and the Lovers. En 2005, Laura and the Lovers participent au Concours Eurovision de la chanson avec le morceau Little by Little, mais ne parvient pas à trouver le succès. Cette même décennie marque le fait que nombre de groupes de rock n'attirent plus les médias lituaniens. Ils comprennent Saulės Kliošas, Bitės, et Inculto ; et les rockeurs IR, Brainers, Gravel, Sportas, et Arbata.